# Odżywianie

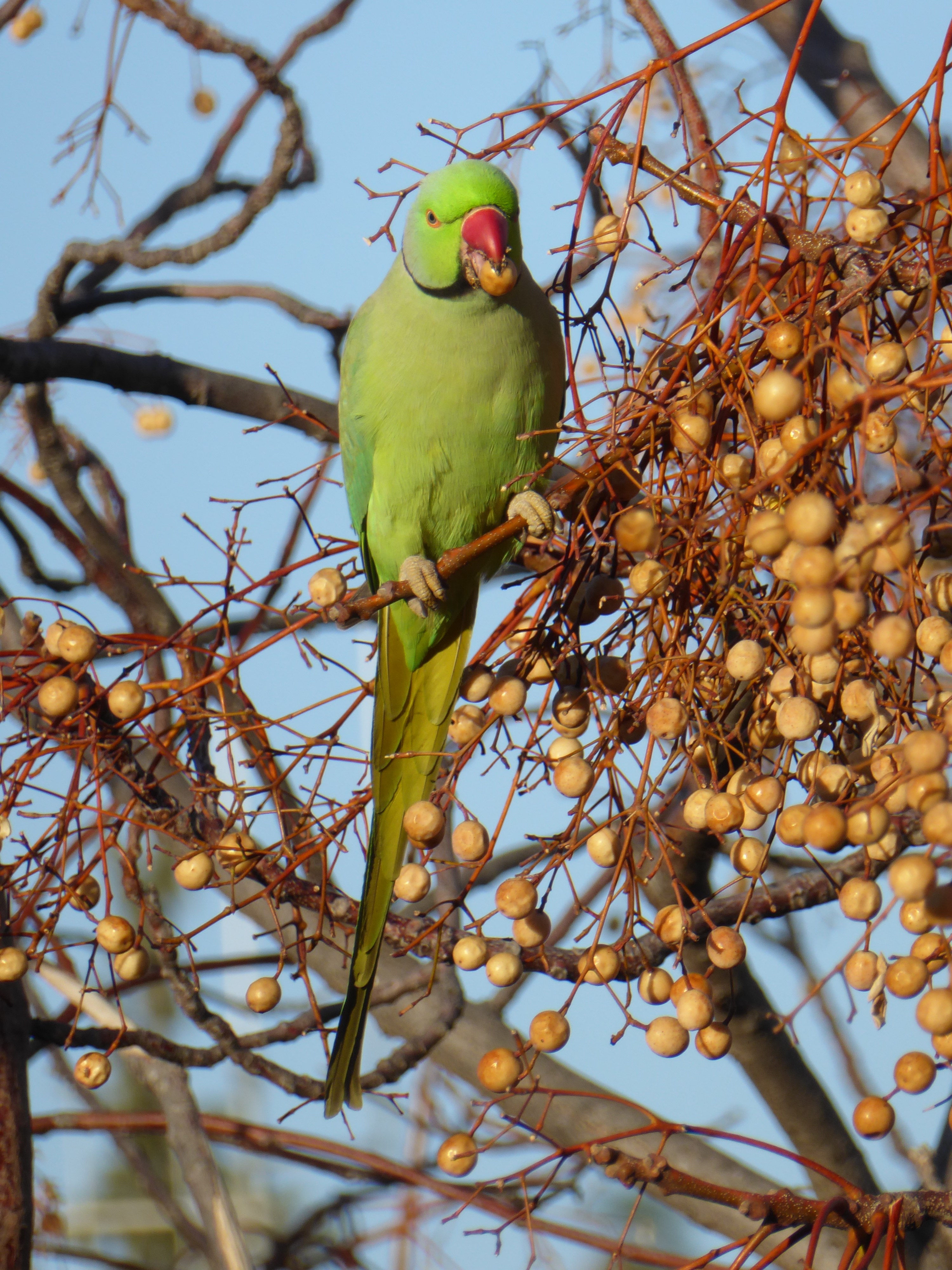
Ptak spożywający pokarm

Odżywianie – proces życiowy polegający na pozyskiwaniu przez organizm ze środowiska pokarmu (a dokładniej zawartych w nim składników odżywczych). W zależności od formy, w jakiej uzyskiwane są składniki budulcowe, elektrony oraz energia wyróżnia się różne strategie metaboliczne (przede wszystkim: samożywność lub cudzożywność).
W zależności od zróżnicowania przyjmowanych związków organicznych można mówić o:
- prototrofach – heterotrofy (organizmy cudzożywne), którym wystarcza jeden związek organiczny;
- aukostrofach – heterotrofy którym potrzeba wielu typów związków organicznych;
- miksotrofach – mimo prowadzenia fotosyntezy konieczne jest pobieranie związków organicznych;
- amfitrofach – osobnik odżywia się samożywne lub cudzożywnie w zależności od warunków.

W zależności od ilości zapotrzebowania na dany pierwiastek w pokarmie wyróżnia się:
- makroelementy
- mikroelementy
- ultraelementy

Składniki odżywcze dostarczane w niewłaściwych proporcjach prowadzą do otyłości. Zaburzenia trawienia lub wchłaniania powodują niedożywienie prowadzące do niedowagi. Schorzenia te mogą być spowodowane zaburzeniami czynnościowymi przewodu pokarmowego.
U zwierząt, w toku ewolucji, wykształciły się struktury umożliwiające sprawne odżywianie – układ pokarmowy.